# Машкова улица
Машко́ва у́лица (официально — у́лица Машко́ва; до 1922 года — у́лица До́брая Слобо́дка) — улица в Басманном районе Центрального административного округа г. Москвы. Проходит от улицы Чаплыгина до Садово-Черногрязской улицы, нумерация домов ведётся от улицы Чаплыгина.

## Происхождение названия
Историческое название — по Доброй слободе XVII века. В Басманном районе существовала и другая Добрая слобода (см. Доброслободская улица). Во избежание дублирования названий, в 1922 году Добрая Слободка была переименована в Машкову улицу. Никакой идеологии за переименованием не стояло: улица была названа по примыкавшему Машкову переулку (c 1942 — улица Чаплыгина). В свою очередь, Машков переулок был назван по домовладельцу XVIII века гоф-юнкеру Машкову. Сегодня название улицы часто ошибочно трактуют как «улица Машкова» по аналогии с распространившимися в советское время мемориальными названиями в родительном падеже.

## История
Основная застройка улицы — доходные дома в стиле модерн 1900—1910-х гг. постройки. Дома 24—28, примыкающие к Садовому кольцу — старше, середины XIX века. Двухэтажная, местами деревянная, застройка сохраняется во дворах по чётной стороне улицы.
На улице расположен современный памятник — «дом-яйцо», четырёхэтажный особняк площадью 342 м² по проекту С. Б. Ткаченко, 1998—2000.

## Примечательные дома

### По нечётной стороне
- № 1 — здесь жил С. А. Чаплыгин. C тех пор дом полностью «реконструирован», а сбоку к нему пристроен «Дом-яйцо» (2002, архитекторы С. Ткаченко, О. Дубровский, С. Ануфриев, В. Бельский[6]). По мнению архитектора и историка архитектуры В. З. Паперного, «дом-яйцо» — один из худших примеров «лужковской архитектуры» в Москве[7].
- № 3 — двухэтажный дом XIX века.
- № 17 — доходный дом Ф. Т. Кононовой (1911—1913, архитектор В. А. Мазырин)[8].
- № 21 — Доходный дом А. С. Фролова — Ю. Н. Дурновой (1909—1914, архитектор В. А. Мазырин)[8].

### По чётной стороне
- № 12 — доходный дом (1912, архитектор П. А. Ушаков).
- № 14 — доходный дом (1911, архитектор А. А. Остроградский).
- № 16 — 10 декабря 2014 года на фасаде дома были установлены мемориальные таблички «Последний адрес» машинистки Екатерины Михайловны Желватых и инженера-транспортника Николая Ивановича Чиннова[9].

## Транспорт
Улица расположена недалеко от станций метро «Красные Ворота» и «Чистые пруды». Непосредственно на самой улице движение общественного транспорта не организовано, улица Машкова — чисто автомобильная дорога.